# Wiggle
Wiggle Ltd é uma loja online inglesa que se dedica ao comércio de equipamento para desporto. A loja encontra-se sediada em Portsmouth, Reino Unido, e opera em 80 territórios, em 10 línguas diferentes e em 15 moedas. A empresa foi fundada em 1999 por Mitch Dall e Harvey Jones e tem vindo a tornar-se numa das principais lojas online dedicadas ao comércio de bicicletas e de equipamento para desporto no Reino Unido, para além de deter uma cota significativa no mercado internacional.

## História
Em 1999, Mitch Dall e Harvey Jones decidiram lançar a página wiggle.co.uk e vendiam os artigos a partir das traseiras da loja Butlers Cycles, gerida por Dall em Portsmouth. No início vendiam os artigos que achavam que seriam mais procurados e a sua estratégia passou por vender bicicletas. Com isto alcançaram o sucesso e no ano de 2003 passaram a operar exclusivamente a nível online. Com o passar o tempo a Wiggle passou também a vender artigos para corrida, natação e triatlo, contando com cerca de 40 000 unidades em estoque, incluindo componentes, vestuário, calçado, e computadores para desporto.
Mais tarde, no ano de 2006, a Wiggle assinou um contrato com a empresa de investimento privado ISIS, cujo investimento permitiu a expansão da empresa e esta passou a deter 42% das acções da Wiggle, valorizando o negócio em quase £30 naquela altura. Em Dezembro de 2011, e sob a liderança de Humphrey Cobbold, diretor geral da empresa, grande parte das acções foram adquiridas pela Bridgepoint Captial, sociedade de investimento privado.

## Produtos
A Wiggle vende produtos de diferentes marcas, incluindo Cinelli, Shimano, Garmin, Boardman Bikes e Colnago, e conta ainda com duas marcas próprias, as bicicletas Verenti e a marca de vestuário e calçado dhb.